# Timarco (orador)
Timarco fue un orador y estadista ateniense, aliado de Demóstenes. Vivió en el siglo IV a. C..
En 345 a. C., Demóstenes y Timarco acusaron a Esquines de haber sido corrompido por Filipo. Esquines contraargumentó, en su discurso Contra Timarco, que Timarco no tenía derecho a ser escuchado debido a las prácticas sexuales que mantuvo en su juventud (Timarco había sido erómeno de muchos hombres adultos en la ciudad portuaria del Pireo). El argumento de Esquines consiguió imponerse, y Timarco perdió sus derechos cívicos (atimia).
Demóstenes afirmó que esa condena destruyó la carrera política de Timarco. Este comentario es interpretado por el Pseudo-Plutarco en la obra Vidas de los Diez Oradores como indicación de que Timarco se habría suicidado, pero esa interpretación es discutida por algunos historiadores
En algunos círculos su nombre pasó a significar inmoralidad, por ejemplo mediante la frase "fulano es un Timarco"[cita requerida].